# Skandinaviske mesterskaber i tennis
De Skandinaviske mesterskaber var en international tennisturnering, der blev afviklet årligt i perioden 1936-79 med undtagelse af 1940-47 og 1978. Turneringerne blev spillet indendørs, og værtskabet gik på skift mellem Stockholm, København, Helsinki og Oslo.

## Mesterskaber og vindere
| År                                    | Værtsby         | Vindere            | Vindere            | Vindere                               | Vindere                              | Vindere                              |
| År                                    | Værtsby         | Herresingle        | Damesingle         | Herredouble                           | Damedouble                           | Mixed double                         |
| ------------------------------------- | --------------- | ------------------ | ------------------ | ------------------------------------- | ------------------------------------ | ------------------------------------ |
| 1936                                  | Stockholm       | Kalle Schröder     | Hilde Sperling     | Paul Feret Jean Le Sueur              | Hilde Sperling Else Hollis           | Gudrun Roberg Jean Borotra           |
| 1937                                  | København (HIK) | Anker Jacobsen     | Hilde Sperling     | Charles Hare Frank Wilde              | Hilde Sperling Else Hollis           | Mary Hardwick Charles Hare           |
| 1938                                  | Helsinki        | Franjo Punčec      | Mary Hardwick      | Josip Pallada Franjo Punčec           | Mary Hardwick Joan Saunders          | Joan Saunders Patrick Hughes         |
| 1939                                  | Stockholm       | Henri Bolelli      | Hilde Sperling     | Henri Bolelli Pierre Pelizza          | Hilde Sperling Else Hollis           | Le Bailly Henri Bolelli              |
| Ingen mesterskaber i perioden 1940-47 |                 |                    |                    |                                       |                                      |                                      |
| 1948                                  | København (KB)  | Börje Fornstedt    | Nelly Landry       | Börje Fornstedt Sven Davidson         | Nelly Landry Thelma Salo             | Nelly Landry Pierre Pelizza          |
| 1949                                  | Stockholm       | Kurt Nielsen       | Hilde Sperling     | Lennart Bergelin Torsten Johansson    | Betty Hilton Jean Quertier           | Hilde Sperling Nils Rohlsson         |
| 1950                                  | København (HIK) | Sven Davidson      | Hilde Sperling     | Torsten Johansson Nils Rohlsson       | B. Gullbrandsson Hilde Sperling      | B. Gullbrandsson Sven Davidsson      |
| 1951                                  | Helsinki        | Torsten Johansson  | Birgit Sanden      | Torsten Johansson Nils Rohlsson       | Kay Tucky S. Partridge               | Birgit Sanden Torsten Johansson      |
| 1952                                  | Stockholm       | Kurt Nielsen       | Jean Quertier      | Kurt Nielsen Torsten Johansson        | Jean Quertier S. Partridge           | Jean Quertier Gerald Oakley          |
| 1953                                  | København (KB)  | Kurt Nielsen       | Angela Mortimer    | Kurt Nielsen Torben Ulrich            | Angela Mortimer Jean Quertier        | Jean Quertier Geoffrey Paish         |
| 1954                                  | Helsinki        | Sven Davidson      | Angela Mortimer    | Sven Davidson Nils Rohlsson           | Angela Mortimer Anne Shilcock        | Angela Mortimer Gerald Oakley        |
| 1955                                  | Oslo            | Kurt Nielsen       | Angela Mortimer    | B. Merio G. Fachini                   | Angela Mortimer Anne Shilcock        | Angela Mortimer Gerald Oakley        |
| 1956                                  | Stockholm       | Budge Patty        | Angela Mortimer    | Budge Patty Hugh Stewart              | Angela Mortimer Anne Shilcock        | Althea Gibson Sven Davidson          |
| 1957                                  | København (KB)  | Sven Davidson      | Anne Shilcock      | Sven Davidson Ulf Schmidt             | T. Long G. Bucaille                  | Gudrun Rosin Percy Rosberg           |
| 1958                                  | Helsinki        | Kurt Nielsen       | Erika Vollmer      | Kurt Nielsen Jørgen Ulrich            | S. Bloomer Ann Haydon                | S. Bloomer Alan Mills                |
| 1959                                  | Stockholm       | Sven Davidson      | Angela Mortimer    | Kurt Nielsen Jørgen Ulrich            | Angela Mortimer Christine Truman     | Christine Truman Mike Hann           |
| 1960                                  | København (HIK) | Jan-Erik Lundqvist | Ann Haydon         | Billy Knight Tony Pickard             | Angela Mortimer Ann Haydon           | Angela Mortimer Billy Knight         |
| 1961                                  | Helsinki        | Ulf Schmidt        | Angela Mortimer    | Manuel Santana E. Soriano             | Angela Mortimer Deidre Catt          | Angela Mortimer Bobby Wilson         |
| 1962                                  | Oslo            | Ulf Schmidt        | Ann Haydon         | Bobby Wilson Alan Mills               | Ann Haydon Deidre Catt               | Ann Haydon Bobby Wilson              |
| 1963                                  | Stockholm       | Jan-Erik Lundqvist | Ann Haydon-Jones   | Jan Leschly Jørgen Ulrich             | Ann Haydon-Jones Deidre Catt         | Ann Haydon-Jones Mike Hann           |
| 1964                                  | København (HIK) | Jørgen Ulrich      | Christine Truman   | Jan Leschly Jørgen Ulrich             | Helga Niessen Heidi Schildknecht     | Gudrun Rosin Raino Nyyssönen         |
| 1965                                  | Helsinki        | Roger Taylor       | Elisabeth Starkie  | Roger Taylor Bobby Wilson             | Anna Dmitrijeva Gudrun Rosin         | Anna Dmitrijeva Thomas Leius         |
| 1966                                  | Oslo            | Bobby Wilson       | Helga Niessen      | Daniel Contet Patrice Beust           | Elisabeth Starkie Winnie Shaw        | Winnie Shaw C.R. Stillwell           |
| 1967                                  | Stockholm       | Jan-Erik Lundqvist | Ann Haydon-Jones   | Vladirmir Korotkov Hans-Joachim Plötz | Ann Haydon-Jones Winnie Shaw         | Ann Haydon-Jones Aleksandr Metreveli |
| 1968                                  | København (KB)  | Jan Leschly        | Virginia Wade      | Ove Bengtson K. Andersson             | Virginia Wade Joyce Williams         | Anna Dmitrijeva Sergej Likhatjev     |
| 1969                                  | Helsinki        | Ove Bengtson       | Christina Sandberg | Carl-Edvard Hedelund Martin Carlstein | Christine Janes Joyce Williams       | Joyce Williams Graham Stilwell       |
| 1970                                  | Oslo            | Jan-Erik Lundqvist | Joyce Williams     | John Clifton Paul Hutchins            | Christine Truman Joyce Williams      | Ingrid Bentzer Håkan Zahr            |
| 1971                                  | Stockholm       | Jiří Hřebec        | Christina Sandberg | Ove Bengtson Hans Nerell              | Christina Sandberg Ingrid Bentzer    | Ikke spillet                         |
| 1972                                  | København (HIK) | Jan Leschly        | Winnie Shaw        | František Pála Jiří Hřebec            | Joyce Williams Winnie Shaw           | Ikke spillet                         |
| 1973                                  | Helsinki        | Björn Borg         | Ingrid Bentzer     | Björn Borg Rolf Norberg               | Ingrid Bentzer Mimi Wikstedt         | Ikke spillet                         |
| 1974                                  | Oslo            | Björn Borg         | Leslie Charles     | Björn Borg Kjell Johanssson           | P. Peosachow S. Mappin               | Ikke spillet                         |
| 1975                                  | Stockholm       | Jan Cimbera        | Ellen Grindvold    | ?. Nowicki Jacek Niedźwiedzki         | Helena Anliot Margareta Forsgårdh    | Ikke spillet                         |
| 1976                                  | København       | Lars Elvstrøm      | Linda Mottram      | Jean-Francois Caujolle John Feaver    | Dorte Ekner Mari-Ann Klougart        | Ikke spillet                         |
| 1977                                  | Helsinki        | Mark Cox           | Jackie Fayter      | Hans Kary Jiří Hřebec                 | Margareta Forsgårdh Elisabeth Ekblom | Ikke spillet                         |
| 1979                                  | Norge           | Tenny Svensson     | Lena Sandin        | Tenny Svensson Douglas Palm           | L. Jacobsen Lena Sandin              | Ikke spillet                         |